# طريقة روزن للجسم
طريقة روزن للجسم (أو طريقة روزن ) هي نوع من الطب التكميلي والبديل. يوصف هذا العمل الجسدي بأنه "نفسي جسدي"، ويدعي أنه يساعد في دمج تجربة الفرد الجسدية والعاطفية/العقلية. في تقليد أساليب الوعي الحسي، تركز طريقة روزن للجسم انتباه العملاء على الأحاسيس والعواطف الداخلية التي تنشأ عندما يتم الاتصال بلطف بمناطق الجسم من خلال لمسة "استماع". وهذا يعني أن هدف الممارس ليس التلاعب بالعملاء أو إصلاحهم، بل ملاحظة مناطق التوتر والسكون. يستخدم الممارس الكلمات لمساعدة العملاء على إدراك هذه الأماكن الموجودة في الجسم ويشجعهم على وصف ما يشعرون به.
يشعر العملاء أن التجارب يمكن أن تنشأ مباشرة من الأماكن التي عقدوها أو من أحداث الحياة، سواء في الحاضر أو الماضي. تساعد هذه الملاحظة والاستماع غير القضائي من قبل الممارس العملاء على تحديد الأنماط اللاواعية للممتلكات العضلية والمشاعر والاستجابات السلوكية المكتسبة. لذلك، من المفترض أن يساعد نظام طريقة روزن للجسم العملاء على الوصول بشكل أكبر إلى الإدراك الداخلي ، وقدرتهم على الشعور بالحالة الداخلية للجسم. تظهر الدراسات البحثية أن المستويات الأعلى من الاعتراض ترتبط بقدر أكبر من المرونة، وتحسين وظيفة المناعة، وتقليل التوتر، القلق، والاكتئاب.
النظرية الرئيسية التي تقوم عليها هذه الطريقة هي أن الشخص يحمي نفسه من تجارب الماضي المؤلمة من خلال شد العضلات في الجسم التي تشارك في التعبير العاطفي والقمع، وخاصة في الحجاب الحاجز، العضلة الأساسية للتنفس. يؤدي الشد العضلي المزمن اللاواعي إلى قمع الإدراك الداخلي، وبالتالي يفصل المرء عن نفسه الحقيقية، لانظرًا لأن العديد من الأحاسيس والمشاعر والاستجابات العاطفية لا يمكن الشعور بها في الجسم، وبالتالي لا يمكن معرفتها أو التصرف بناءً عليها أو تعديلها الحاضر. ويقال إن هذه الحماية المزعومة ضد الشعور ومعرفة مدى تأثير التجارب الصعبة السابقة على تصورات الفرد ومعتقداته وخبراته الحياتية، يتم تجربتها في أغلب الأحيان على شكل ألم وتوتر عضلي هيكلي مزمن.
يمكن ملاحظة هذا التوتر والألم الناتج من قبل ممارسي هياكل الجسم على أنه أنماط مقيدة للحركة والوضعية، أو توتر عضلي، أو ضيق في التنفس.  يتعامل ممارسو طريقة روزن للجسم مع هذه الأنماط باستخدام الكلمات لبناء وعي العميل بينما يستلقي العملاء بشكل مريح على طاولة التدليك. في هذه الحالة من الاسترخاء المحتمل، لا تسترخي العديد من العضلات بشكل كامل، بما في ذلك الحجاب الحاجز. يتعامل ممارسو عمل الجسم بطريقة روزن مع هذا التوتر من خلال لمسة استماع واستجابة غير تدخلية إلى جانب الكلمات التي تعكس التحولات في عضلات الجسم والتنفس. ومع استرخاء العضلات وتعمق التنفس، تصبح مشاعر وذكريات ما تم إبعاده عن الوعي الواعي بسبب التوتر المزمن واعية. إن عضلة الحجاب الحاجز حساسة بشكل رائع لجزء من الجهاز العصبي الذي ينظم التقييم الداخلي للشخص للتهديد أو السلامة، وبالتالي فإن الشعور بالأمان، سواء في العلاقة مع الممارس أو داخل الذات، هو ما يسمح للحجاب الحاجز بالتحرر بشكل كامل.
من خلال الاسترخاء الذي "يفتح" هذه الأنماط اللاواعية، يهدف طريقة روزن للجسم إلى دمج الجسم والعقل والعواطف والروح. كما هو الحال في العديد من الأساليب الروحية الأخرى التي تسعى إلى تحرير النفس، يُنظر إلى التنفس على أنه "بوابة للوعي". تسترخي عضلة الحجاب الحاجز ويكون التنفس أقل تقييدًا عندما يشعر المرء بالأمان، أو يحل مشكلة، أو يمتلك رؤية حقيقية تجلب المزيد من الفهم للذات والعالم. إن التنفس الطبيعي الكامل للحجاب الحاجز هو أحد عناصر التجربة الروحية أو المتعالية، حيث تصبح الحدود الشخصية للفرد أكثر اتساعًا ونفاذية، ويشعر المرء بالارتباط بشيء أعظم من نفسه، مرتبطًا بكل ما هو موجود في الكون.
صنفت كواكواتش طريقة روزن للجسم على أنها "طريقة غير طبيعية". على الرغم من أن العديد من الدراسات الصغيرة أظهرت فائدة للعملاء، فإن هذه الدراسات لا تلبي متطلبات العينات السكانية الكبيرة والعشوائية والمضبوطة.
تطورت طريقة روزن للجسم من خلال ممارسة العلاج الطبيعي لمؤسستها ماريون روزين والعمل مع لوسي هاير، وهي طالبة لدى إلسا جيندلر.  بتوجيه من روزن في عام 1980، تم تشكيل معهد روزن (RI) باعتباره المنظمة الدولية الحاكمة التي تحمي وتحافظ على جودة ومعايير طريقة روزن. يمتلك معهد روزن مراكز تدريب تابعة في 16 دولة وقد حصل على شهادة 1150 ممارساً للجسم و150 مدرسًا للحركة.